# Ittō-ryū
Ittō-ryū (em japonês:  刀流) é um estilo de kenjutsu criado por Itō Ittōsai Kagehisa (em japonês:  伊藤一刀斎景久) durante o período Azuchi Momoyama (em japonês:  安土桃山時代).

## Origens
Este estilo é uma derivação do estilo Toda-ryû (em japonês:  戸田・富田・外他流), que por sua vez deriva do Chujō-ryū (em japonês:  中条流). É um dos estilos mais importantes dentro do kenjutsu, sendo uma das bases para o kendō moderno.
O estilo Ittō-ryū foi transmitido de Itō Ittōsai para Mikogami Tenzen (em japonês:  御子上典善), conhecido posteriormente por Ono Jirōemon Tadaaki (em japonês:  小野次郎衛門忠明).
A partir de Ono Tadaaki, o estilo se dividiu em duas grandes linhagens:
- A vertente Itō-ha Ittō-ryū (em japonês:  伊藤派一刀流), também conhecida como Tadanari(Chûya)-ha Ittō-ryū (em japonês:  忠也派一刀流)
- A vertente Ono-ha Ittō-ryū (em japonês:  小野派一刀流)

A vertente Tadanari-ha gerou por sua vez a vertente Mizoguchi-ha Ittō-ryū (em japonês:  溝口派一刀流), e a Ono-ha Ittō-ryū gerou outras vertentes, onde a mais conhecida é a Nakanishi-ha Ittō-ryū (em japonês:  中西派一刀流).
A vertente mais conhecida atualmente é o Ono-ha Ittō-ryū.
Além disso, outros estilos foram derivados a partir do Ittō-ryū. Os dois mais conhecidos são:
- Hokushin Ittō-ryū (em japonês:  北辰一刀流), fundado por Chiba Shūsaku (em japonês:  千葉周作)
- Kōgen Ittō-ryū (em japonês:  甲源一刀流), fundado por Henmi Tashirō Yoshitoshi (em japonês:  逸見太四郎義年).

## Currículo do estilo
De acordo com o livro Ittō-ryū Gokui, o currículo do estilo está fundamentalmente baseado no conjunto de técnicas (kata) chamado Goten no Kata (em japonês:  五点の形), que é originário do estilo Kanemaki-ryū, ensinado pelo mestre de Itō Ittōsai. São cinco técnicas, quais sejam:
- Myōken (em japonês:  妙剣)
- Zetsumyōken (em japonês:  絶妙剣)
- Shinken (em japonês:  真剣)
- Konjichō-ō-ken (em japonês:  金翅鳥王剣)
- Dokumyōken (em japonês:  独妙剣)

Itō Ittōsai acrescentou a elas a série Hosshatô (em japonês:  払捨刀) e posteriormente Ono Tadaaki acrescentou as técnicas de kodachi (em japonês:  小太刀), consolidando as técnicas do estilo. Atualmente, existem mais técnicas sendo praticadas, mas considera-se que as técnicas acima são os pilares centrais, onde o Goten no Kata ocupa a posição central.
Um outro conceito que possui bastante importância dentro do Ittō-ryū é o Kiriotoshi (em japonês:  切り落とし), que envolve basicamente o corte da arma/golpe e do adversário em si em um único movimento.